# موبيوس فاينل فانتسي
موبيوس فاينل فانتازي (باليابانية: メビウスファイナルファンタジー، ميبيوسو فاينارو فانتاجي) هي لعبة فيديو تقمص الأدوار من حلقات على الهواتف النقالة، وصدرت في اليابان في يونيو عام 2015. ويتحكم اللاعب بشخصية وول، وهو رجل يستيقظ في عالم باراميتيا ليجد أنه فقد ذاكرته، وعليه أن يساعد في قهر قوى الظلام التي تهاجم شعب هذا العالم. أدخلت اللعبة عناصر للعب من ألعاب فاينل فانتازي السابقة، مثل مستويات الخبرة والاستكشاف عن طريق التنقل القياسي ونظم السفر السريع، ونظام القتال المحدد والذي يقوم على نظام العمل.
بدأ تطوير اللعبة في عام 2013، وتم تصميمها بمفهوم أن تكون لعبة الهاتف النقال على مستوى مماثل للعبة نظام الألعاب. تمت معظم عمليات التطوير في سكوير إنكس، وإن تمت الاستعانة بمصادر خارجية. دخل عدة موظفين من ألعاب فاينل فانتازي السابقة في مجال التطوير، بما في ذلك يوشينوري كيتاسي، كازوشيجي نوجيما وتوشيوكي إيتاهانا. حظيت اللعبة باستقبال إيجابي في اليابان.